# Бухарестський мирний договір (1918)

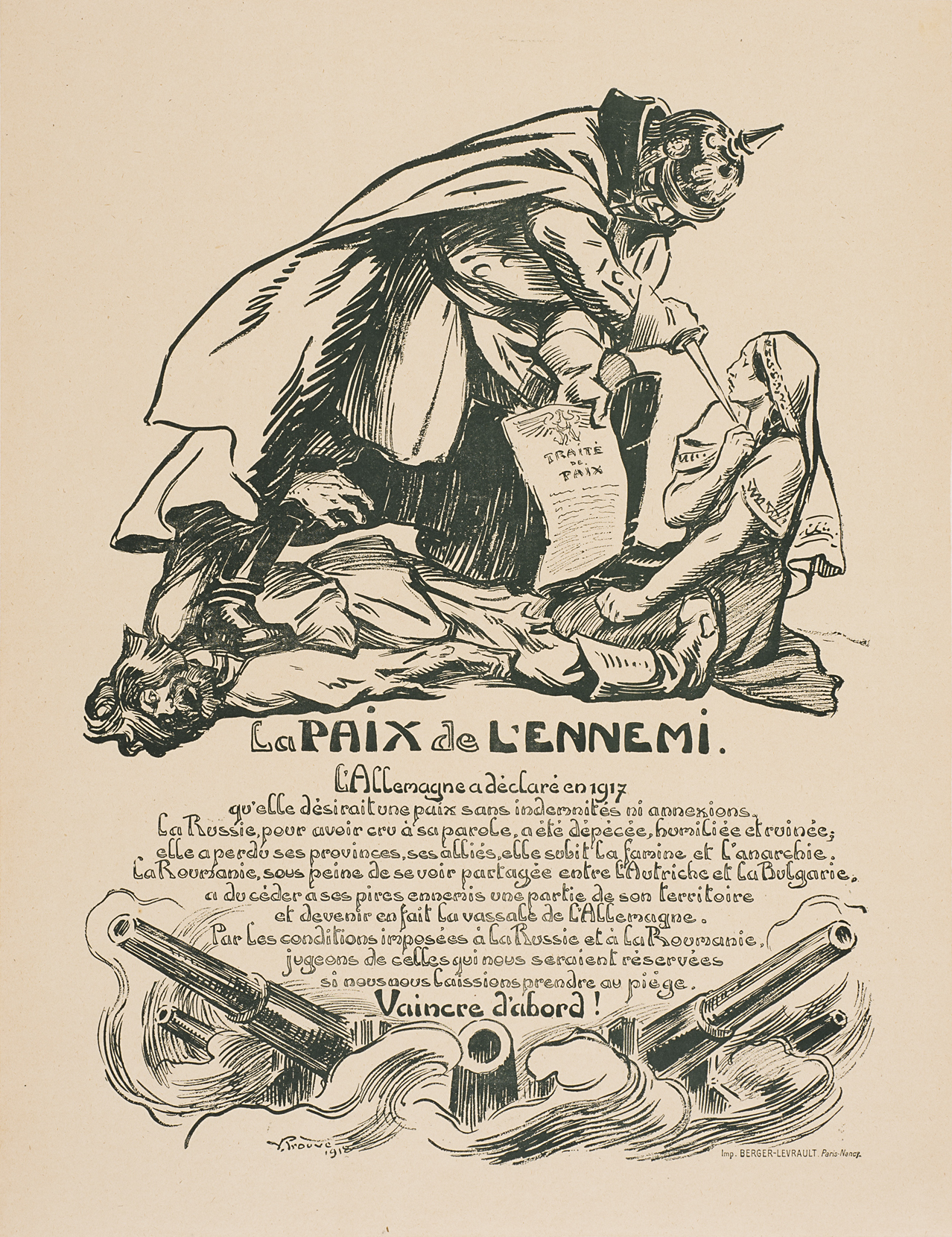
Французька карикатура на договір: Вільгельм II погрожує кинджалом жінці (Румунське королівство), показуючи їй мирний договір

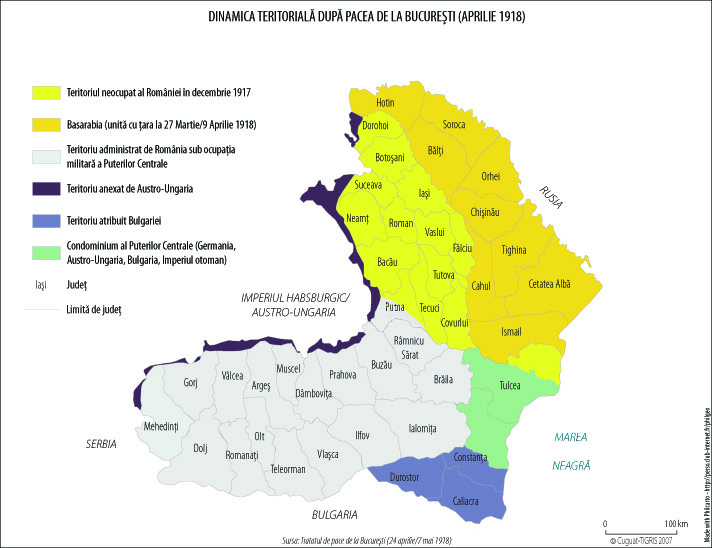
Мапа Королівства Румунія (07.05.1918-10.11.1918)

Срібний жетон із зображенням короля Румунії Фердинанда I та султана Османської Імперії Мехмеда V. Жетон символізує союзницькі військові відносини між монархами. Комізм ситуації у тому, що Румунія отримала незалежність саме від Османської імперії.

Бухарестський мирний договір 1918 року — сепаратний мирний договір, укладений 7 травня 1918 року між Румунським королівством та Центральними державами. Завершив війну між Королівством Румунія та Четверним союзом (Німецькою імперією, Австро-Угорською імперією, Османською імперією й Болгарським царством), остаточно ліквідувавши Східний фронт Першої світової війни.
Розроблення умов Бухарестського мирного договору затяглося на півроку (перемир'я на фронті від верхів'я Дністра до гирла Дунаю датовано 9 грудня 1917). Остаточний текст договору був укладений вже після підписання 5 березня в м. Ясси (Румунське королівство) Авереску і 9 березня в Одесі Х. Раковським протоколів про ліквідацію воєнного конфлікту між Королівством Румунія та РСФРР і угоди про виведення румунських військ з Бессарабії у двомісячний термін.
Однак прелімінарний мирний договір Королівства Румунія з Четверним союзом був підписаний ще 5 березня 1918 року у Буфті (під Бухарестом), він виявив наміри Четверного союзу спрямувати експансію Королівства Румунія на схід, віддаючи їй Бессарабію. Відповідно Королівство Румунія сприяла німецько-австро-угорським військам, що перекидалися через Бессарабію на південь України. Прагнучи «належних гарантій одержання Бессарабії», румунський уряд навіть «висловлював бажання… направити Дунайську флотилію до Севастополя та гирл річок України, щоб там вони діяли разом із збройними силами» Четверного союзу. У відповідь стаття 4 Бухарестського мирного договору, вимагаючи суттєвого скорочення армії Румунського королівства, зберігала її окупаційні війська в Бессарабії «за штатами воєнного часу, доки внаслідок воєнних операцій, що проводяться союзними військами в Україні, кордонам Румунії більше не загрожуватиме небезпека».
Віддаючи Бессарабію Румунському королівству, Німецька й Австро-Угорська імперії нав'язали їй надзвичайно тяжкі умови. Територіальні статті Бухарестського мирного договору позбавляли Румунське королівство виходу до Чорного моря: Південна Добруджа поверталася Болгарському царству, над Північчю — встановлювався кондомінімум Четверного союзу. Серйозно послаблювалися позиції Румунського королівства на Дунаї — важливі прирічні ділянки передавалися Австро-Угорській імперії та Болгарському царству, в нижній течії найбільшої міжнародної ріки Європи мала порядкувати створювана Бухарестським мирним договором «Комісія гирла Дунаю». Зміни кордону на північному заході позбавляли Румунське королівство стратегічно важливих вершин і перевалів Карпат, багатих на корисні копалини території Валахії й Західної Молдови.
Бухарестський мирний договір і його складова частина — три німецько-румунські економічні угоди: загальна, нафтова й з питань сільського господарства — педантично перераховували шляхи експлуатації та перетворення її разом з Бессарабією на продовольчо-сировинний додаток Німецької імперії. Королівство Румунія мало виплатити величезні суми фактичної контрибуції, повернути права німцям, що перед війною перебували на державній службі, компенсувати втрати концесіонерам, яких вони зазнавали в нафтовому бізнесі, гірничій промисловості, судноплавстві тощо. Грабіжницький зміст Бухарестського мирного договору ставив його в один ряд з договорами, укладеними в Брест-Литовському (нині м. Брест, Білорусь) у лютому-березні 1918 року та похідними від них економічними угодами.